# シャーマン郡 (カンザス州)
シャーマン郡（英: Sherman County）は、アメリカ合衆国カンザス州の西部に位置する郡である。2010年国勢調査での人口は6,010人であり、2000年の6,760人から11.1%減少した。郡庁所在地はグッドランド市（人口4,489人）であり、同郡で人口最大の町でもある。

## 法と政府
カンザス州憲法が1986年に修正され、住民投票で承認された結果、シャーマン郡でアルコール飲料の販売が認められることになった。ただし、食品売上高の30%に制限されている。それ以前のシャーマン郡はアルコールを禁じる「ドライ」の郡だった。

## 地理
アメリカ合衆国国勢調査局に拠れば、郡域全面積は1056.01平方マイル (2,735.1 km2)であり、このうち陸地は1055.80平方マイル (2,734.5  km2)、水域は0.21平方マイル (0.54 km2)で水域率は0.02%である。
シャーマン郡は、カンザス州で山岳部標準時を採用している4つしかない郡の1つである。州内最大の都市であるセジウィック郡ウィチタ・メディア市場に属しており、地元放送局はウィチタの系列局になっているので、夜のゴールデンタイムの番組は山岳部時間の午後7時から10時ではなく、中部時間に合わせた午後6時から9時に放送されている。しかし、ケーブルテレビの場合は、ウィチタとコロラド州デンバーにそれぞれあるABCとNBCの系列局なので、通常のゴールデンタイムに合わせて番組を流している。

### 隣接する郡
- シャイアン郡 - 北
- ローリンズ郡 - 北東
- トーマス郡 - 東
- ローガン郡 - 南東
- ウォレス郡 - 南
- キットカーソン郡 (コロラド州) - 西

### 主要高規格道路
- 州間高速道路70号線
- アメリカ国道24号線
- カンザス州道27号線

## 人口動態

人口ピラミッド

以下は2000年の国勢調査による人口統計データである。
| 基礎データ - 人口: 6,760人 - 世帯数: 2,758 世帯 - 家族数: 1,781 家族 - 人口密度: 2人/km2（6人/mi2） - 住居数: 3,184軒 - 住居密度: 1軒/km2（3軒/mi2） 人種別人口構成 - 白人: 93.83% - アフリカン・アメリカン: 0.36% - ネイティブ・アメリカン: 0.33% - アジア人: 0.19% - 太平洋諸島系: 0.16% - その他の人種: 4.14% - 混血: 0.99% - ヒスパニック・ラテン系: 8.45% 年齢別人口構成 - 18歳未満: 24.6% - 18-24歳: 11.8% - 25-44歳: 23.9% - 45-64歳: 22.8% - 65歳以上: 17.1% - 年齢の中央値: 38歳 - 性比（女性100人あたり男性の人口） - 総人口: 104.5 - 18歳以上: 101.4 | 世帯と家族（対世帯数） - 18歳未満の子供がいる: 29.2% - 結婚・同居している夫婦:55.8% - 未婚・離婚・死別女性が世帯主: 6.0% - 非家族世帯: 35.4% - 単身世帯: 29.2% - 65歳以上の老人1人暮らし: 14.4% - 平均構成人数 - 世帯: 2.40人 - 家族: 3.00人 収入と家計 - 収入の中央値 - 世帯: 32,684米ドル - 家族: 38,824米ドル - 性別 - 男性: 28,012米ドル - 女性: 20,927米ドル - 人口1人あたり収入: 16,761米ドル - 貧困線以下 - 対人口: 12.9% - 対家族数: 9.7% - 18歳未満: 16.9% - 65歳以上: 7.3% |

## 都市と町

### 法人化都市
都市名の後の数字は2010年国勢調査での人口を示す。
- グッドランド, 4,534 - 郡庁所在地
- カノラド, 230

### 郡区
郡は13の郡区に分けられている。グッドランド市が「政治的に独立」と見なされ、下表の郡区の数字からは外されている。グッドランドはボルテア、イタスカ、ローガンの各郡区が交わるところにある。下表で「人口中心」は最大都市であり、特に大きな数字でなければ、郡区の人口に含まれるものである。

## 教育

### 統一教育学区
- ブリュースター USD 314
- グッドランド USD 352